# اچ‌ام‌اس مورداونت (۱۶۸۱)
اچ‌ام‌اس مورداونت (۱۶۸۱) (به انگلیسی: HMS Mordaunt (1681)) یک کشتی بود که طول آن ۱۰۱ فوت ۹ اینچ (۳۱٫۰ متر) بود.